# Ixodes schulzei
Ixodes schulzei är en fästingart som beskrevs av Henrique de Beaurepaire Aragão och Fonseca 1951. Ixodes schulzei ingår i släktet Ixodes och familjen hårda fästingar. Inga underarter finns listade i Catalogue of Life.